# Neodiscopoma fabiani
Neodiscopoma fabiani – gatunek roztocza z kohorty żukowców i rodziny Uropodidae.

## Taksonomia
Gatunek ten opisany został w 2013 roku przez Jenő Kontschána i Josefa Starego, którzy jako miejsce typowe wskazali lokalizację 10 km na południe od Ginchi. Epitet gatunkowy nadany został na cześć Tamása Fábiána, geografa zastrzelonego przez terrorystów w północnej Etiopii, w styczniu 2012 roku.

## Opis
Samice osiągają od 920 do 940 μm długości i od 630 do 640 μm szerokości idiosomy. Długość idiosomy samców wynosi od 940 do 1020 μm, a szerokość od 650 do 670 μm. Corniculi krótsze od piłkowanych na krawędziach malae. Tektum piłkowane u nasady i owłosione u wierzchołka. Strona grzbietowa idiosomy podobna u obu płci. Całkowicie odseparowana od tarczek marginalnych tarczka grzbietowa ma pofalowaną krawędź i wyniesioną, silnie zesklerotyzowaną część środkową. Spośród szczecin grzbietowych, trzy pary  (seria j) są wierzchołkowo owłosione, zaś pozostałe są nagie i igłowate. Wyróżniająca gatunek w obrębie rodzaju jest obecność tarczki pygidialnej; jej powierzchnię pokrywają owalne dołeczki, a brzeg jest pofalowany. Na pokrytej siateczkowatą mikrorzeźbą tarczce marginalnej występują igłowate szczecinki. Tarczka wentralna u obu płci pośrodku gładka i z nagimi, krótkimi szczecinami, gdzie indziej zaś pokryta owalnymi dołeczkami i długimi szczecinami. Na tarczce sternalnej samic obecna U-kształtna zesklerotyzowana przepaska i dwa zagłębienia, u samców zaś owalne dołeczki w części środkowej. Tarczka genitalna samicy położona między biodrami odnóży II i IV pary, języczkowata i wyposażona w wyrostek na przedniej krawędzi. Owalna tarczka genitalna samca leży między biodrami IV pary odnóży i nosi parę nagich szczecin. Perytremy z długmi, L-kształtnymi częściami: przed- i zaprzetchlinkową.

## Rozprzestrzenienie
Gatunek znany z tylko z lasu Cholomu w Etiopii, gdzie zasiedla porastające drzewa mchy.